# Leisteenolie
Leisteenolie is een olie die gebruikt wordt om de poriën van natuursteen af te sluiten om aanslag te voorkomen en de steensoort een glimmend uiterlijk te geven. De olie wordt ook gebruikt om de kleur van de steen meer naar voren te laten komen.
Werden hiervoor hoofdzakelijk lijnolie en bijenwas gebruikt tegenwoordig zijn veel oliën gebaseerd op synthetische toevoegingen zoals polymeren.

## Toepassing
Dun en gelijkmatig inwrijven met een doek en inboenen met fijne staalwol of een droge doek. 